# Tonnoirella gemella
Tonnoirella gemella là một loài ruồi trong họ Limoniidae. Chúng phân bố ở miền Australasia.